# Witveen
Witveen (Fries: It Wytfean, [ət’vitfɪ.ən]) is een buurtschap en een oud veengebied in de gemeente Tietjerksteradeel in de Nederlandse provincie Friesland. Het ligt tussen Oostermeer (Eastermar), Rottevalle en Harkema in.
Witveen valt onder het dorpsgebied van Oostermeer, het vormt het oostelijke buitengebied van dat dorp. Het is een landelijk gelegen buurtschap met veel boerderijen en andere vrijstaande huizen. De kern van de buurtschap is gelegen aan de Witveensterweg en de Robyntsjewei. Daarnaast vallen ook de straten Achttienenweg, Seadwei, Bildweg, een deel van de Zwarteweg en Halfweg onder Witveen. Ook de Heibuurtweg en Malewei worden nogal eens erbij gerekend.
In striktere zin duidt men soms ook alleen de bewoning aan de Witveensterweg, Robyntsjewei en de Seadwei (tot de Achttienenweg en Bosweg) als de buurtschap. De Bildweg vormde samen met de Bildreed en Bildwei (die onder Rottevalle vallen) een tijdje de buurtschap Het Bildt. Maar deze plaatsduiding is in de twintigste eeuw verdwenen en alleen als veldnaam nog levend.
Witveen zelf werd als veengebied in 1543 vermeld als opt Witte feenen en in 1615 als de gemeene Witte feenen. De plaats zou rond 1620 als veenkolonie zijn gesticht door doopsgezinde vluchtelingen uit Zwitserland. In de 18e eeuw verschenen de spellingen Witfeen en Witveen voor de plaats. Het gebied werd dan t Witveen genoemd. De plaatsnaam zou een verwijzing zijn naar de kleur van het veen. Ook ter onderscheiding van van destijds zuidelijker gelegen Zwartveen.
Door het gebied loopt de Witveenstervaart.

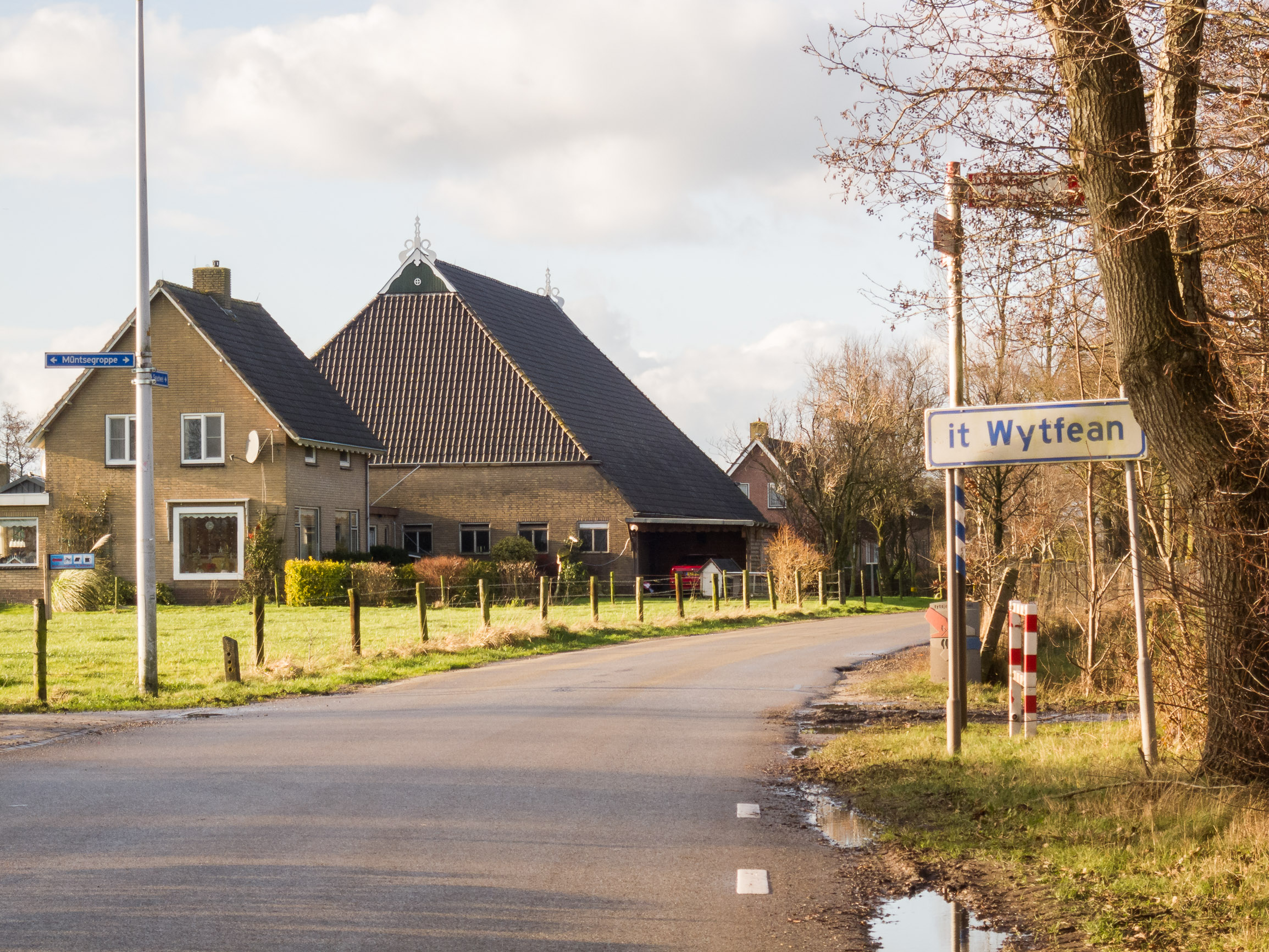
Plaatsnaambord

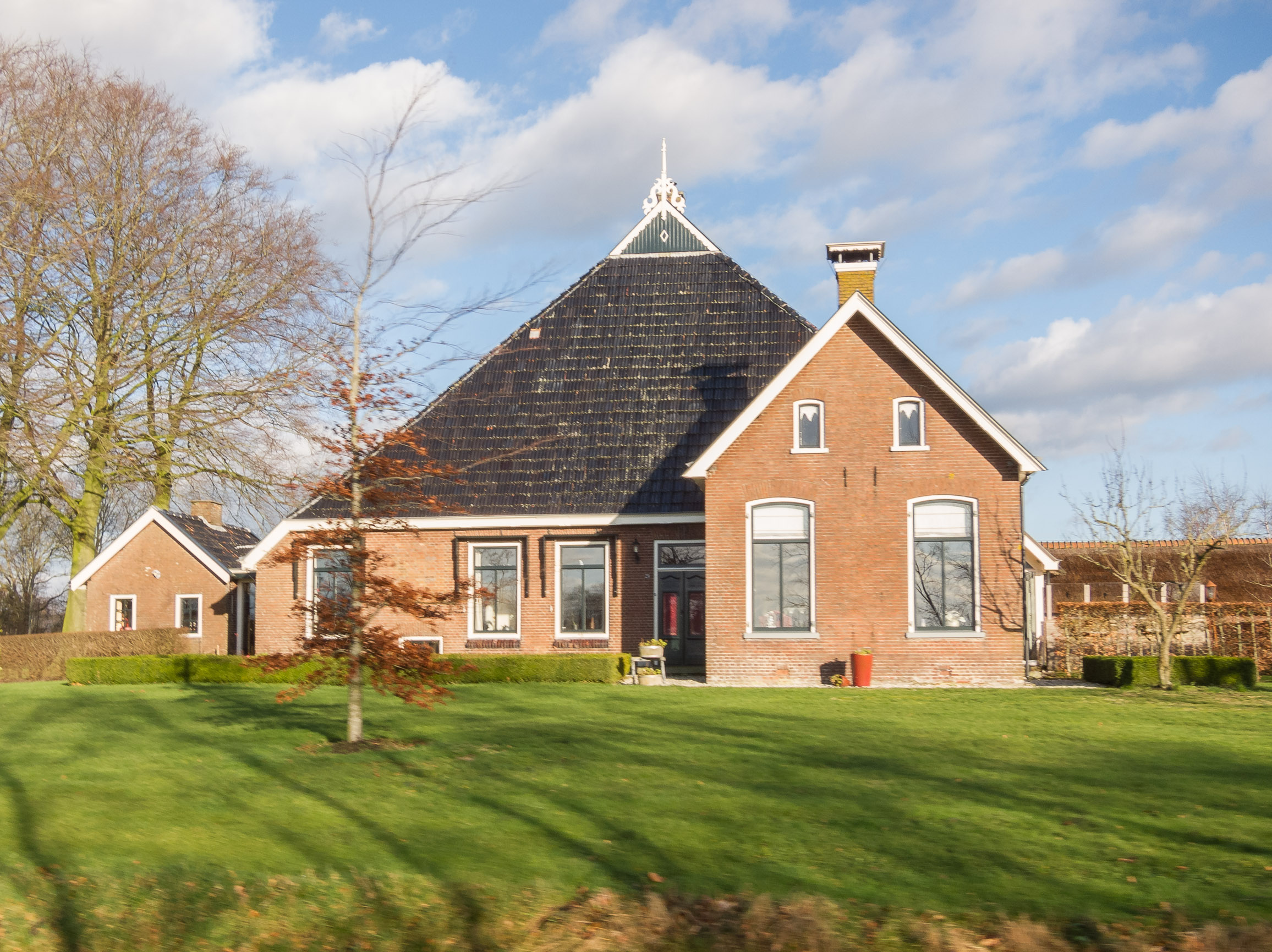
Boerderij in Witveen

Steden, dorpen en gehuchten: Bartlehiem (deels) · Bergum · Eastermar · Eernewoude · Eestrum · Garijp · Giekerk · Hardegarijp · Molenend · Noordbergum · Oenkerk · Oudkerk · Rijperkerk · Suameer · Suawoude · Tietjerk · Veenwoudsterwal (deels) · Wijns

Buurtschappen: De Joere · Giekerkerhoek · Hoogzand · Iniaheide · Kleinegeest · Kuikhorne (deels) · Noordermeer · Quatrebras · Schuilenburg · Siegerswoude · Sumarreheide (Suameerderheide) · Tergracht (deels) · Witveen · Zevenhuizen · Zwartewegsend

Friesland: Steden en dorpen      Nederland: Provincies · Gemeenten